# سلعا
سلعا هي قرية لبنانية تقع في قضاء صور من محافظة الجنوب في لبنان.

## موقعها
تبعد 18 كلم عن مدينة صور جنوب لبنان و90 كلم عن العاصمة بيروت تحدها قرى الشهابية ودير كيفا، وبافليه، وصريفا، والنفاخية، وأرزون

## الاعتداءات الإسرائيلية
قصفها العدو لإسرائيلي في حرب تموز 2006 مما أدى إلى استشهاد 8 من سكانها.

## سكانها
عدد سكانها حوالي خمسه آلاف نسمه يقطن في القرية حوالي خمسمائة شخص اما الباقي فموزع على بلاد الاغتراب أوروبا ودول الخليج العربي وقد استوطن عدد كبير من ابنائها في العاصمة اللبنانية بيروت وذلك للبحث عن سبل الحياة والعمل.

## دور العبادة
يوجد في القرية مسجدين وحسينيتين

## وصلات خارجية
- الموقع الرسمي للبلدة

‌